# Alexandre Ier (prince-évêque de Liège)
Pour les articles homonymes, voir Alexandre Ier.
Alexandre Ier, appelé Alexandre de Juliers, fut prince-évêque de Liège de 1128 à 1135. Il est le fils de Gérard III de Juliers.

## Biographie
En tant qu'évêque, il a reçu le pape Innocent II, l'empereur Lothaire II et Bernard de Clairvaux. En tant que prince-évêque, il était un guerrier, prenant part aux guerres de Waléran II de Limbourg, duc de Basse-Lotharingie, contre Godefroid Ier de Louvain.
Accusé de simonie par Innocent II, il est déposé au concile de Pise en 1135.